# Chiesa di San Matteo del Soccorso
La chiesa di San Matteo del Soccorso è un luogo di culto sconsacrato a Ferrara, in  via Montebello. Risale almeno al XVI secolo.

## Storia

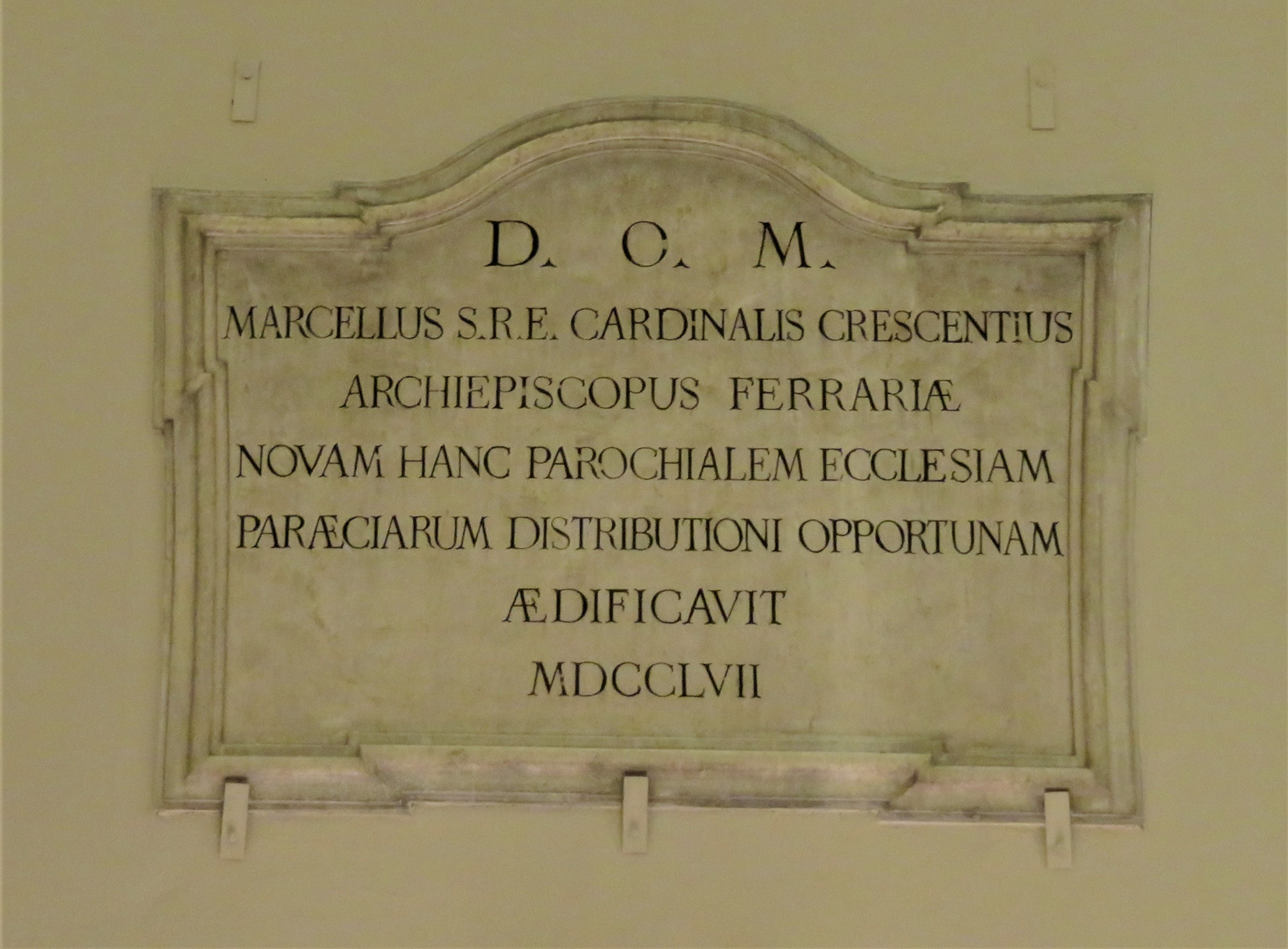
Targa in controfacciata che ricorda l'anno della sua ricostruzione: MDCCLVII.

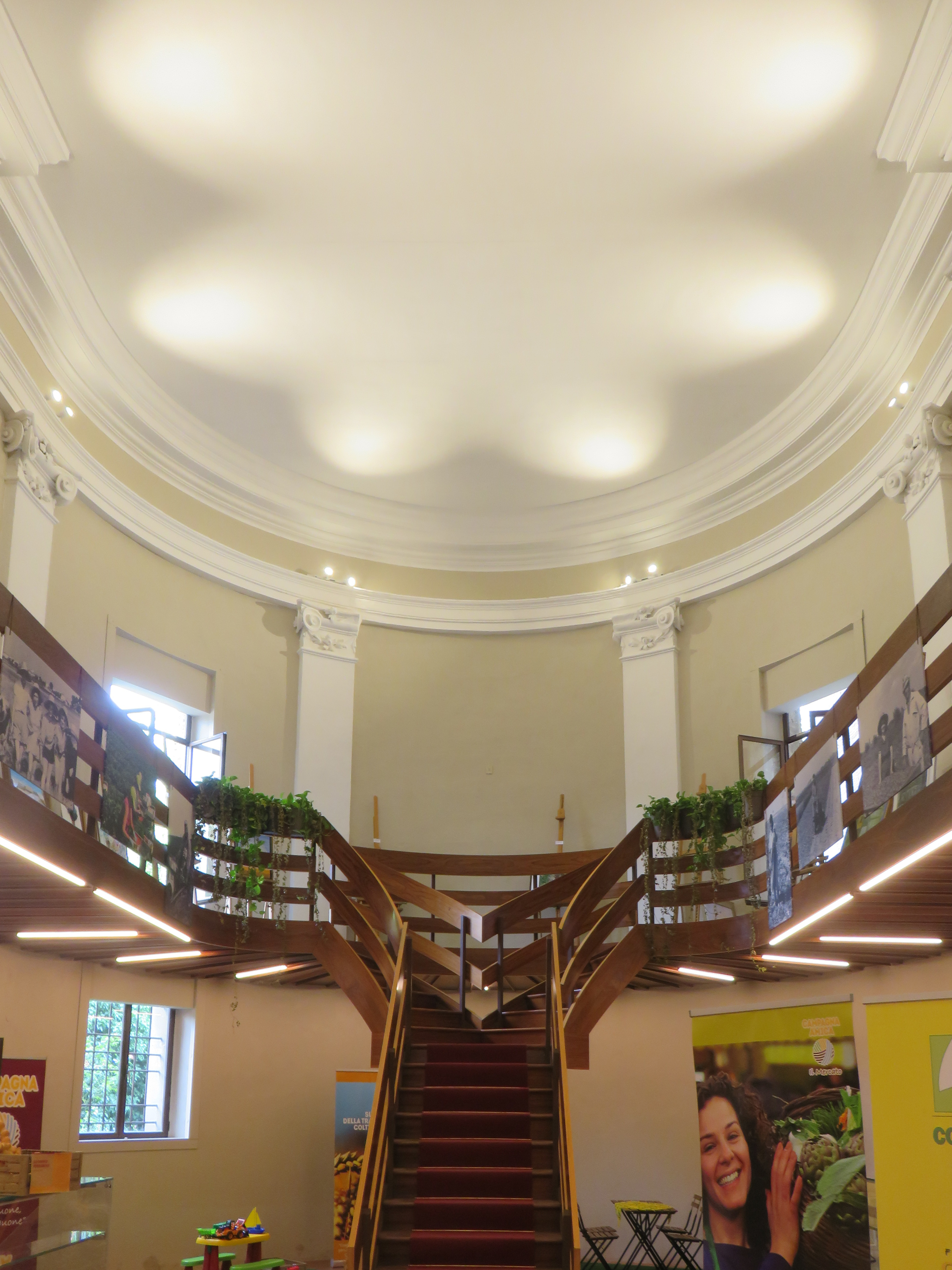
Situazione recente dopo la trasformazione della sala in spazio commerciale. Parte dell'edificio che in origine ospitava il presbiterio.

La chiesa fu alle sue origini un oratorio con annesso un piccolo ospizio. Lucrezia d'Este, ormai separata dal consorte Francesco Maria II Della Rovere e tornata a Ferrara dopo gli anni trascorsi ad Urbino, la rese luogo di accoglienza per donne separate dal marito, attorno al 1580.
Quasi due secoli più tardi l'edificio venne ampliato ed ebbe dignità di chiesa parrocchiale dal 1758 al 1870. La bolla dell'arcivescovo metropolita di Ferrara Luigi Vannicelli Casoni del 12 gennaio 1870 trasferì il titolo parrocchiale alla vicina chiesa di Santo Spirito
Sino al 1910 rimase aperta alle funzioni religiose poi fu sconsacrata e chiusa. Durante la seconda guerra mondiale venne seriamente danneggiata, ed in seguito venne venduta e trasformata in attività commerciale.

## Descrizione
Il prospetto principale si affaccia su via Montebello a Ferrara preceduto da un brevissimo sagrato.
La facciata è neoclassica e suddivisa in due ordini. In quello inferiore si trova il portale di accesso architravato e con cornice curvilinea, in quello superiore una grande finestra e, in alto, il grande frontone.